# Economic Science Association
Die Economic Science Association (ESA) ist eine 1986 in Tucson, Arizona, gegründete Vereinigung von Ökonomen, deren Fokus auf Experimenteller Wirtschaftsforschung liegt. Die seit 1997 international agierende Vereinigung gibt die seit 1998 im Verlag Springer Science+Business Media erscheinende Fachzeitschrift Experimental Economics heraus sowie die Zeitschrift Journal of the Economics Science Association und hält regelmäßig Tagungen in Nordamerika und Europa ab.
Neben Ökonomen umfasst das Mitgliederspektrum auch anverwandte Gebiete, so unter anderem Politikwissenschaftler, Psychologen und Betriebswirtschaftler. Zu den bekannten Mitgliedern zählen unter anderem die Nobelpreisträger Elinor Ostrom, Al Roth und Vernon L. Smith.

## Präsidenten
- 1986–1987: Vernon L. Smith
- 1987–1988: Charlie Plott
- 1988–1989: Ray Battalio
- 1989–1991: Elizabeth Hoffman
- 1991–1993: Charles A. Holt
- 1993–1995: Robert Forsythe
- 1995–1997: Thomas Palfrey
- 1997–1999: James Cox
- 1999–2001: Andrew Schotter
- 2001–2003: Colin Camerer
- 2003–2005: Ernst Fehr
- 2005–2007: John Kagel
- 2007–2009: James Andreoni
- 2009–2011: Tim Cason
- 2011–2013: Al Roth
- 2013–2015: Jacob Goeree
- 2015–2017: Yan Chen
- 2017–2019: Catherine Eckel
- 2019–2021: Dan Friedman
- 2021–2023: Marie Claire Villeval
- seit 2023: Charles Noussair